# سد السداد
سد السِدَاد أحد سدود الطائف التاريخية.

## الوصف
يقع السد في حي السداد وهو حي غرب الطائف، وهذا السد من طراز السدود ذات الجدارين المتوازنين اللذين حشي ما بينهما بالدبش، و واجهته الخلفية متدرجة، وفي طرفه الشمالي يوجد مفيض للماء، ويبلغ طول السد 109.60 متر، وارتفاعه 3.80 متر، وعرضه عند القمة 2.80 متر، وعند القاعدة 3.50 متر، يعود تاريخه إلى العصر الأموي.